# Get in Where You Fit In
| Críticas profissionais | Críticas profissionais |
| Avaliações da crítica  | Avaliações da crítica  |
| Fonte                  | Avaliação              |
| ---------------------- | ---------------------- |
| Allmusic               | [ 1 ]                  |
| Rolling Stone          | [ 2 ]                  |

Get In Where You Fit In é o oitavo álbum de estúdio do rapper Too Short, lançado pela Jive Records em 1993. Apresentou as canções "I'm a Player" e "Blowjob Betty", e participações especiais de Ant Banks e The Dangerous Crew, assim como Rappin' Ron e Ant Diddley Dog de Bad-N-Fluenz e Father Dom. Este álbum foi certificado como Platina. A versão limpa do álbum removeu 4 faixas devido ao conteúdo, assim como a maioria dos palavrões. Get in Where You Fit In foi o primeiro álbum de Too Short a ir para o topo da parada Top R&B/Hip-Hop Albums.

## Lista de Faixas
1. "Don't Fight The Intro" - 2:47
2. "I'm A Player" - 6:01
3. "Just Another Day" - 7:21
4. "Gotta Get Some Lovin'" - 5:47
5. "Money In The Ghetto" - 5:42
6. "Blowjob Betty" - 5:26
7. "All My Bitches Are Gone" (Featuring Ant Banks) - 5:37
8. "Dangerous Crew" (Featuring Shorty B, Spice 1,  Ant Banks & Goldy) - 4:30
9. "Get In Where You Fit In" (Featuring Rappin' Ron & Ant Diddley Dog) - 8:34
10. "Playboy $hort" - 4:49
11. "Way Too Real" (Featuring Father Dom & Ant Banks) - 5:42
12. "It's All Good" (Featuring Ronese Levias) - 6:02
13. "Oakland Style" (Featuring FM Blue) - 4:47

## Versão Editada
1. "I'm A Player" - 6:01
2. "Just Another Day" - 6:15
3. "Gotta Get Some Lovin" - 4:32
4. "Money in the Ghetto" - 5:43
5. "Get In Where You Fit In" - 8:34
6. "Playboy $hort" - 4:48
7. "Way Too Real" - 5:42
8. "It's All Good" - 6:03
9. "Only the Strong Survive" - 5:05

## Posições nas paradas
| Parada                 | Posição |
| ---------------------- | ------- |
| Billboard 200          | # 4     |
| Top R&B/Hip-Hop Albums | # 1     |

## Singles
I'm A Player
| Parada                             | Posição |
| ---------------------------------- | ------- |
| Hot Dance Music/Maxi Singles Sales | # 2     |
| Hot R&B/Hip-Hop Singles & Tracks   | # 39    |
| Hot Rap Singles                    | # 17    |
| Billboard Hot 100                  | # 85    |
| Hot Rap Singles                    | # 32    |

Money In The Ghetto
| Parada                             | Posição |
| ---------------------------------- | ------- |
| Hot Dance Music/Maxi Singles Sales | # 27    |
| Hot R&B/Hip-Hop Singles & Tracks   | # 64    |
| Hot Rap Singles                    | # 14    |
| Billboard Hot 100                  | # 90    |